# Johann Baptist Moroder
Johann Baptist Moroder (Ortisei, 20 febbraio 1870 – Ortisei, 24 maggio 1932) è stato uno scultore austriaco naturalizzato italiano.
Le sue sculture, principalmente d'arte sacra, sono caratterizzate da grandi dimensioni e si trovano in diverse località dell'Alto Adige.

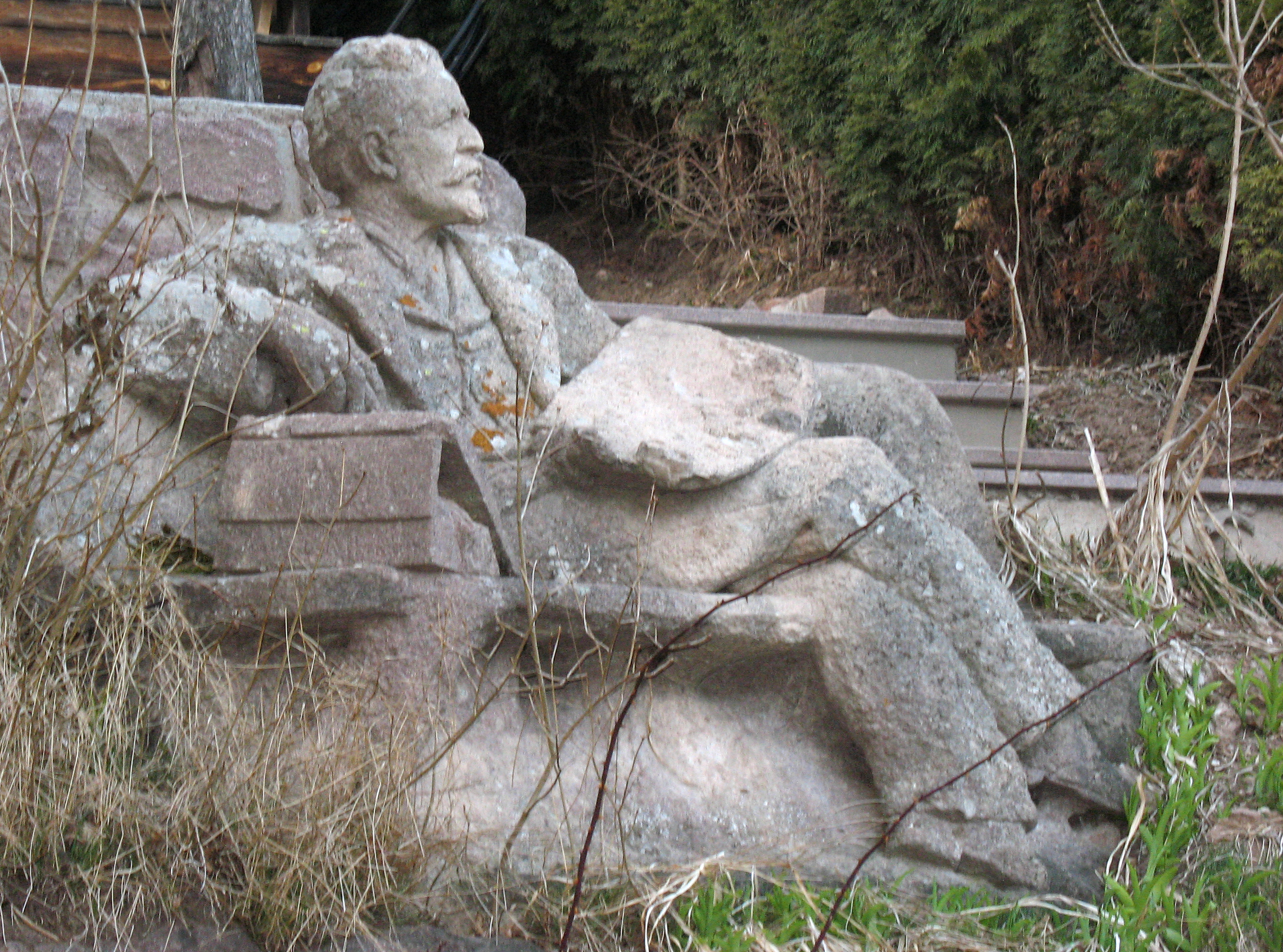
Monumento al padre, il pittore Josef Moroder-Lusenberg, nel giardino della Villa Sonnenburg ad Ortisei.

## Biografia
Nacque come primo figlio del pittore Josef Moroder-Lusenberg e dalla prima moglie Annamaria Sanoner-Mauritz sul maso "Jumbierch" ad Ortisei. A 14 anni iniziò la sua formazione di scultore nel legno nel laboratorio del padre a Jumbierch. Dal 1886 al 1888 lavorò nel laboratorio di Franz Tavella ad Ortisei insieme al cugino, Rudolf Moroder-Lenert, e a Ludwig Moroder. Nel 1887 usufruì d'ulteriori insegnamenti del Prof. Franz Haider direttore della Scuola d'Arte di Ortisei. 
Nel 1895 sposò Katharina Bernardi de Ianesc da cui ebbe 11 figli. Negli anni tra il 1910 e il 1918 insegnò disegno e modello nella Scuola d'Arte di Ortisei (Kunstschule Gröden).

## Opere

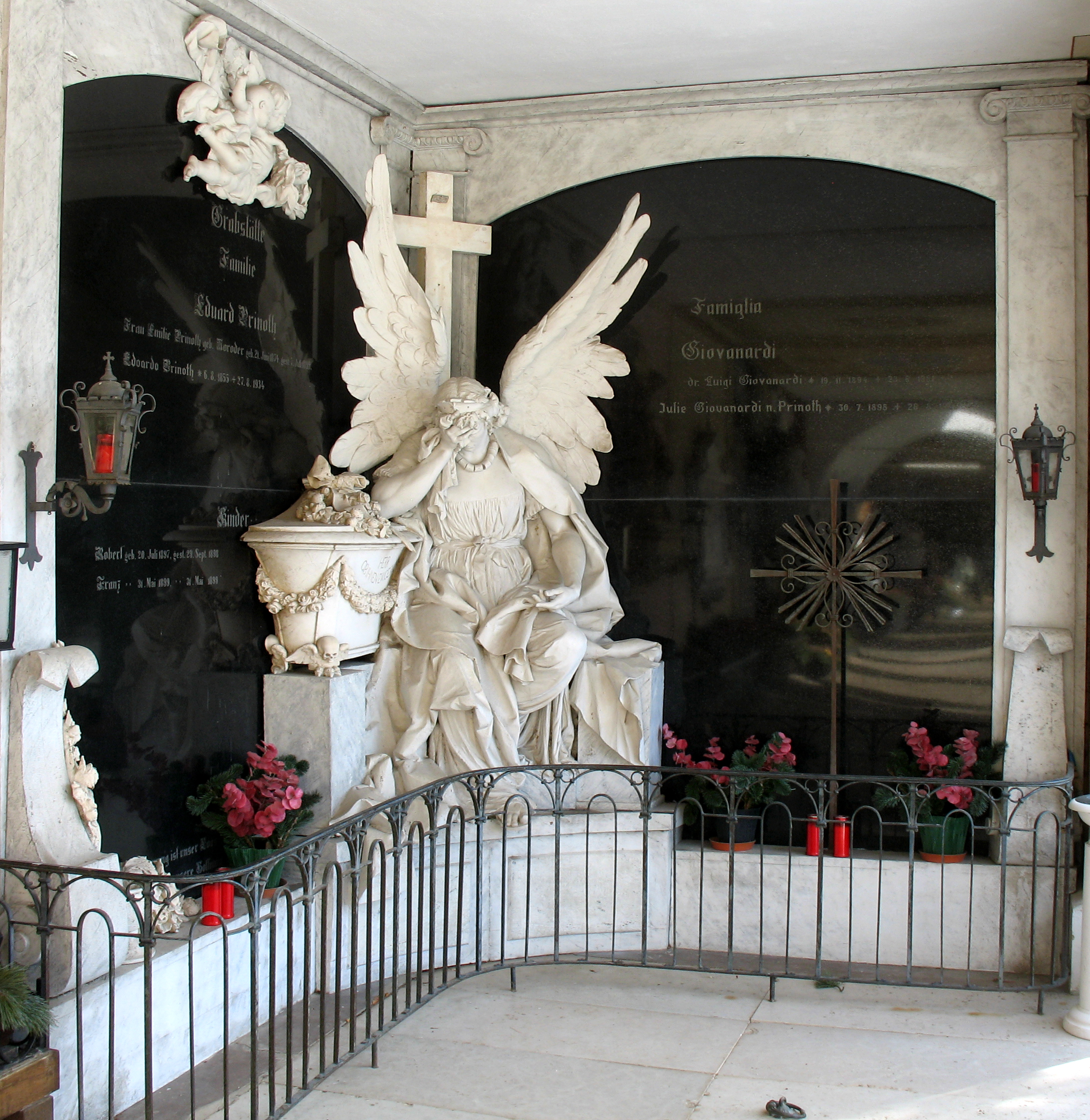
Angelo sulla tomba della famiglia Insam-Prinot nel cimitero di Ortisei

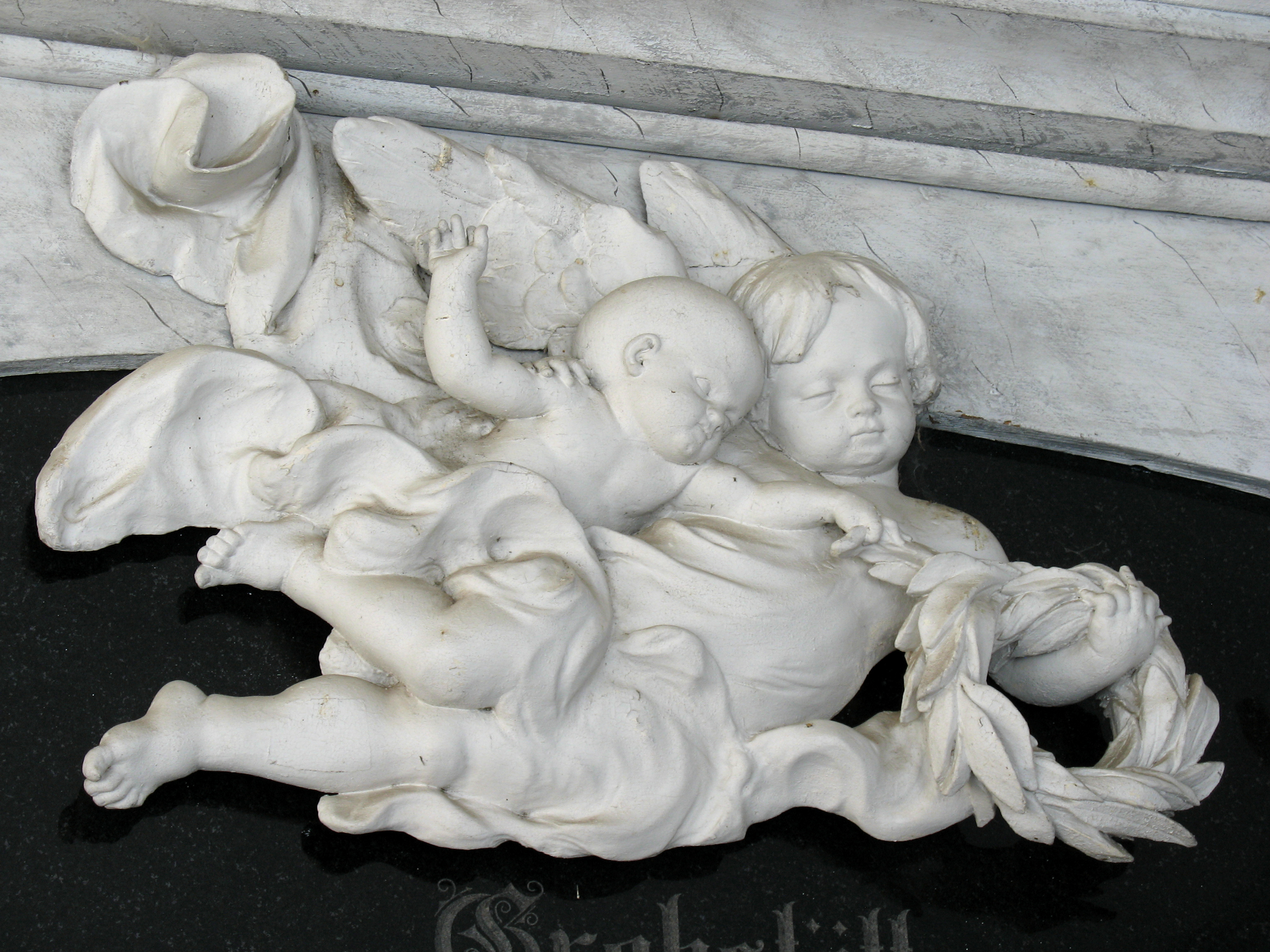
Dettaglio dal monumento scultorio sulla tomba Insam-Prinoth

- 1896 Monumento al padre Josef Moroder Lusenberg in porfido.
- Inizio della progettazione della propria casa e laboratorio  “Villa Venezia” in stile veneziano (v. immagini). La costruzione fu eseguita negli anni 1902-1903.

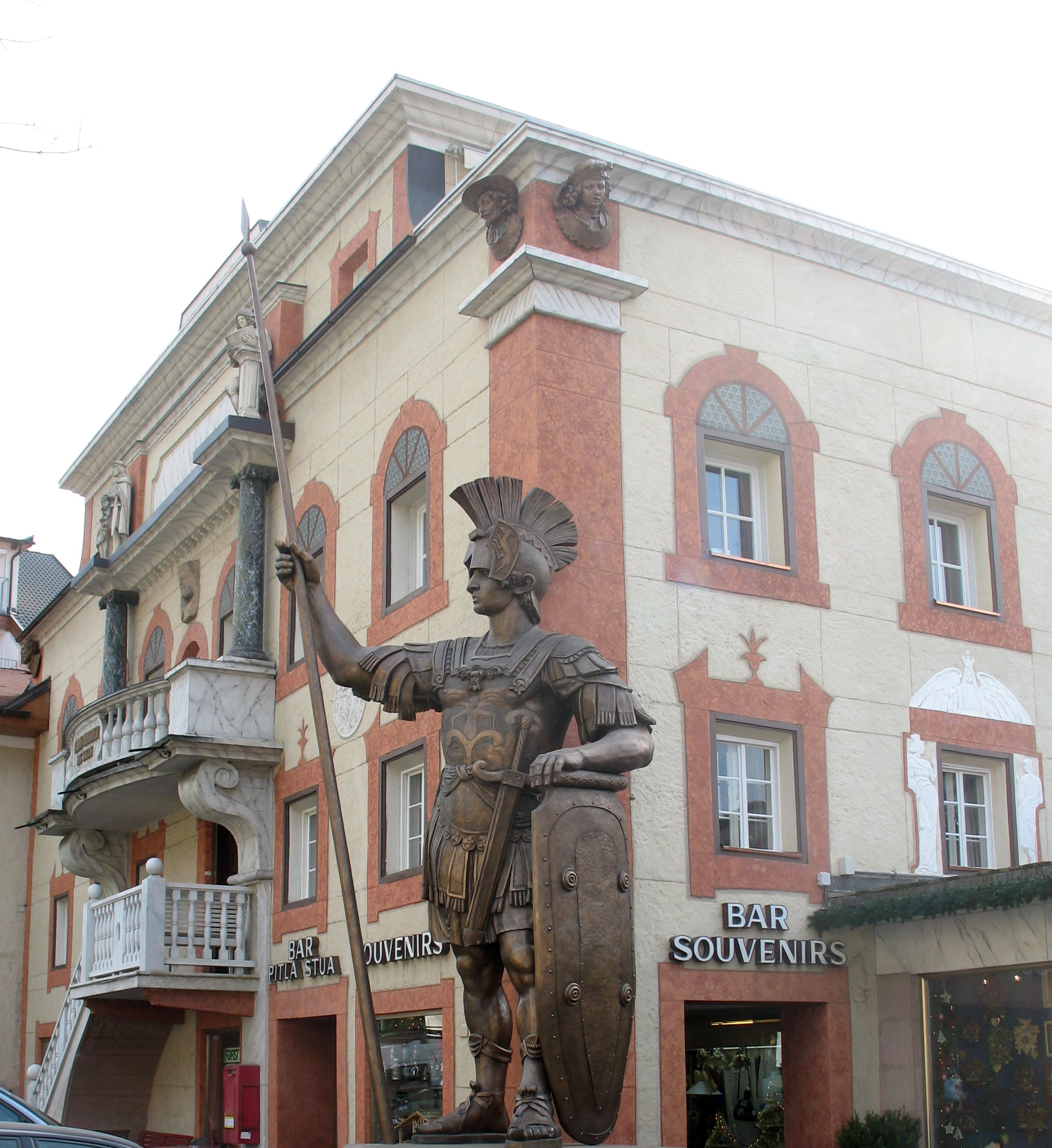
La “Villa Venezia” ad Ortisei in Val Gardena.

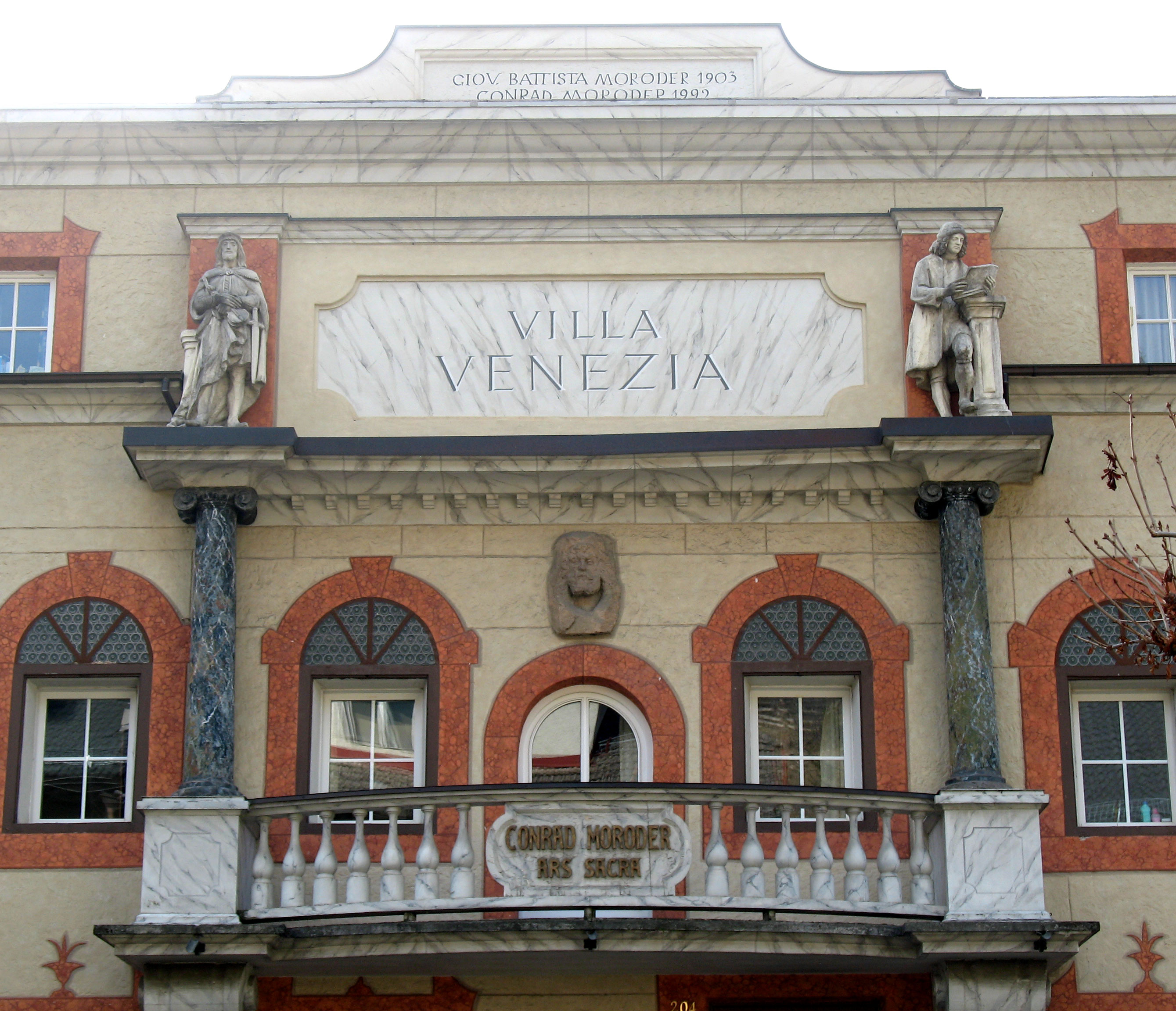
Dettaglio dalla Villa Venezia con rappresentazione dei giullari Oswald von Wolkenstein a sinistra e Walther von der Vogelweide a destra (due dei suoi figli si chiamavano Oswald e Walther). Al centro il busto gravemente lesionato in porfido di Albrecht Dürer.

- 1900 angelo sulla tomba Insam-Prinoth nel cimitero di Ortisei (v. immagine).
- 1902 pietà di marmo sulla tomba della famiglia Purger nello stesso cimitero (v. Immagine).
- 1904 creazione ed installazione di una gigantesca statua raffigurante un legionario romano davanti a Villa Venezia (v. illustrazione)
- 1908 creazione dell'altare della chiesa della Trinità ad Offenburg nel Baden-Württemberg con bassorilievo di figure di grandezza di Marmo Savonnièr.
- 1916 Incarico da parte del Feldmaresciallo Conrad von Hötzendorf, comandante austriaco del fronte Sud, di quattro grandi sculture fra cui la S. Barbara patrona dei ferrovieri in occasione della costruzione del Treno della Val Gardena, gli apostoli Pietro e Paolo e l'aquila tirolese in cemento.
- La trinità sul coro della chiesa parrocchiale di Ortisei.
- Il Museo della Val Gardena espone attualmente due sculture del J.B. Moroder raffiguranti Oswald von Wolkenstein a cavallo, che serviva per raccogliere fondi nella prima guerra mondiale e la S. Barbara un tempo collocata vicino al tunnel ferroviario di Ortisei.

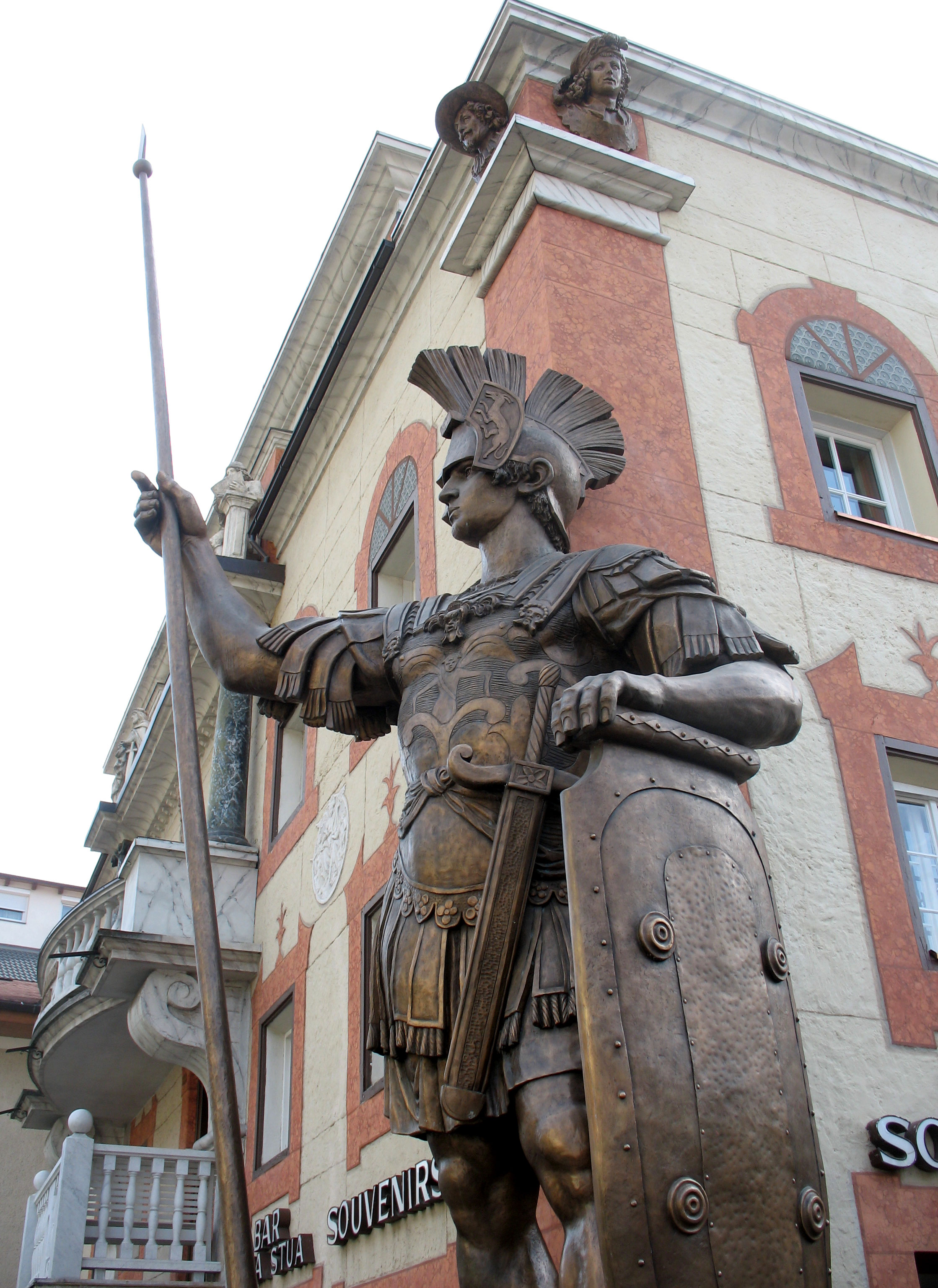
Legionario romano a Villa Venezia in Ortisei

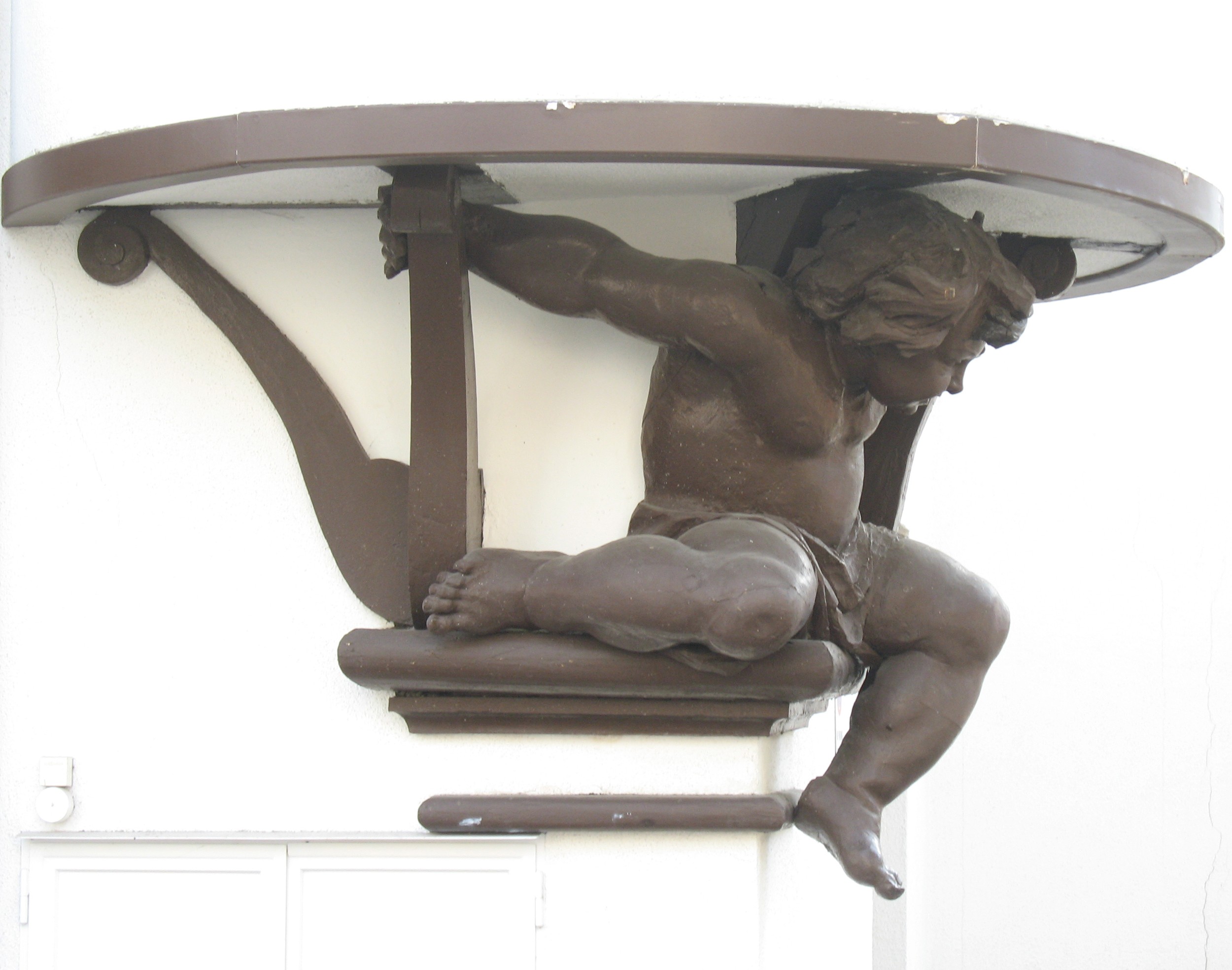
Putto all’Hotel Madonna a Ortisei

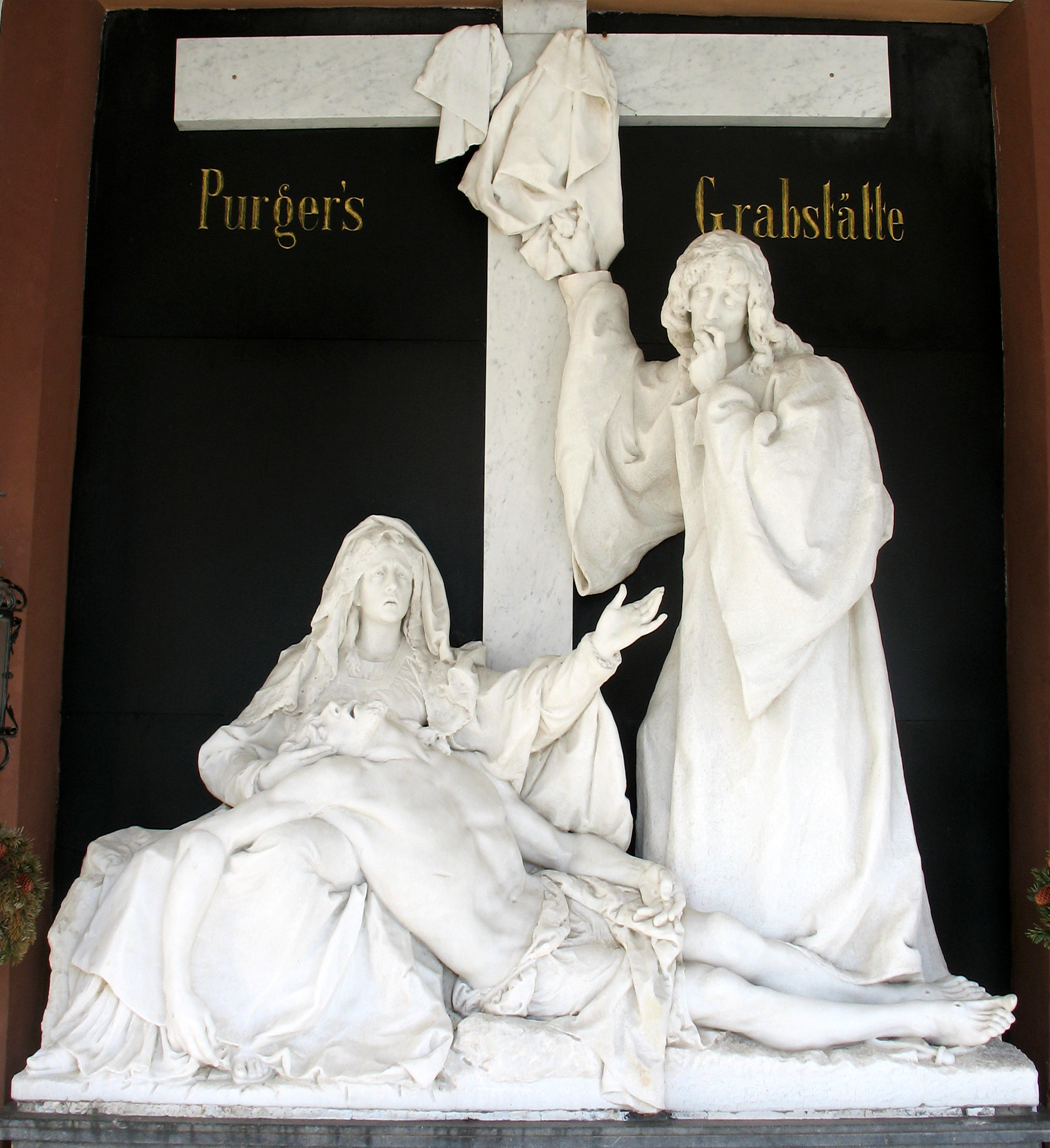
Pietà di marmo nel cimitero di Ortisei